# Drosophila pseudotakahashii
Drosophila pseudotakahashii är en tvåvingeart som beskrevs av Mather 1957. Drosophila pseudotakahashii ingår i släktet Drosophila och familjen daggflugor.
Artens utbredningsområde är Australien.